# Mukti Harapan
Mukti Harapan is een bestuurslaag in het regentschap Aceh Singkil van de provincie Atjeh, Indonesië. Mukti Harapan telt 171 inwoners (volkstelling 2010).